# Отменённые игры серии Half-Life
Данный список содержит информацию о компьютерных играх из серии игр Half-Life, разработка которых была отменена или заморожена.

## Half-Life: Hostile Takeover
Half-Life: Hostile Takeover (с англ. — «Враждебное поглощение») — отменённая компьютерная игра из серии Half-Life в жанре шутера от первого лица, разрабатываемая в 1999—2000 годах американской компанией 2015, Inc. при поддержке компании Valve Software. Игру планировалось выпустить в августе 2000 года, она должна была стать вторым после Half-Life: Opposing Force официальным дополнением к оригинальной игре Half-Life, выпущенной компанией Valve в 1998 году. Издателем Hostile Takeover выступала Sierra On-Line.

### Сюжет
События Hostile Takeover происходили параллельно с событиями оригинальной Half-Life, но местом действия дополнения был не научно-исследовательский комплекс «Чёрная Меза», а его вспомогательный объект под названием Allied Processing. Снаружи этот объект выглядел как обычный промышленный комплекс, а в его подземных секретных зонах располагался межпространственный портал в другой мир, используемый для добычи инородных образцов и доставки их в Чёрную Мезу на изучение и обработку. Комплекс Allied Processing охранялся частной военной организацией, состоявшей из различных классов, взятых разработчиками из игры Team Fortress.
Сюжет Half-Life: Hostile Takeover развивал идеи оригинальной Half-Life и дополнения Opposing Force, связанные с таинственным персонажем G-Man’ом: в Hostile Takeover этот персонаж испытывал потенциальных «кандидатов» для неизвестных целей, о которых разработчики игры умалчивают. Сам игрок брал на себя роль нового главного героя, описываемого разработчиками как «человек в костюме» (англ. «suit»-type); сценарист серии Half-Life Марк Лэйдлоу называл его «младшим правительственным агентом» (англ. Junior G-Man). После инцидента в Чёрной Мезе правительство намеревалось конфисковать вспомогательный комплекс Allied Processing, где главный герой становился участником разрушительных событий. На протяжении игры герой пытался спастись из комплекса, пробираясь из его подземных локаций на поверхность. Там он встречал охранные войска в виде персонажей Team Fortress, которые становились его союзниками в борьбе с другими военными силами, являющимися основными противниками в игре.

### Игровой процесс
Дополнение Hostile Takeover должно было расширить элементы геймплея оригинальной Half-Life, связанные с тем, как игрок взаимодействует с неигровыми персонажами — сопровождая, например, учёного или охранника к двери, которую они должны были открыть. Помимо вышеупомянутых персонажей из Team Fortress, выступающих для игрока напарниками в бою, в дополнении были введены подсобные рабочие, которые занимались ремонтом определённых объектов, значимых для прохождения игры. Один из способов взаимодействия с рабочими заключался в том, что оказавшись в тёмных помещениях, игроку необходимо было использовать фонарик для подсветки объекта, который рабочий должен был отремонтировать (подобная механика впоследствии появилась в Half-Life 2: Episode One, где в полностью тёмных локациях игрок должен подсвечивать своей напарнице Аликс Вэнс дальнейший путь и противников).
Известно, что среди противников в Hostile Takeover присутствовали новые монстры: большой хаундай (англ. Big Houndeye) — разновидность обычного хаундая с усиленной звуковой атакой, и зомби-обезьяны (англ. Zombie Monkey) — зомбированные хедкрабами обезьяны, которые использовались в комплексе Allied Processing для экспериментов. По поведению зомби-обезьяны были похожи на быстрых зомби из Half-Life 2 и придавали игре атмосферу хоррора, прячась в вентиляции, тёмных углах и полуподвальных помещениях, откуда они внезапно появлялись и нападали на игрока.
В игру вводилось и новое вооружение. Пушка вортигонта (англ. Vortigaunt Gun) была изобретена комплексом Allied Processing на основе исследования пришельцев мира Зен и стреляла энергетическим лучом, схожим с тем, которым стреляют вортигонты. На поверхностных локациях игрок мог использовать спутниковый орбитальный лазер (англ. Satellite Orbital Laser, SOL) — для атаки лазерным лучом со спутника по указанной точке. Авторы игры сравнивали эту технологию с одноимённым оружием из комиксов Akira, боевым спутником «Молот Рассвета» из серии игр Gears of War и устройством подавления из Half-Life 2. Ещё одним новым оружием была дистанционно управляемая автомобильная бомба (англ. Remote-Controlled Car Bomb), представляющая собой транспортное средство со взрывчаткой, которым игрок управлял на расстоянии при помощи встроенной камеры. Также, в отличие от оригинальной игры, игрок мог управлять танком: в планах разработчиков была идея по созданию разрушаемой локации, на которой игрок на танке должен был уничтожать танки противника.

### Разработка и отмена игры
Компания Valve Software, разработчик оригинальной Half-Life, поручила создание Half-Life: Hostile Takeover сторонней компании 2015, Inc., к тому моменту уже выпустившей успешную игру SiN: Wages of Sin — официальное дополнение к шутеру SiN от Ritual Entertainment. Сотрудники Valve повстречались с её основателем Томом Кудирка (рус. Tom Kudirka) в мае 1999 года, на пресс-конференции Microsoft во время выставки Electronic Entertainment Expo. Они проявили интерес к команде Кудирка, и после переговоров Тома с основателем Valve Software Гейбом Ньюэллом компания 2015, Inc. получила возможность немедленно заняться разработкой второго дополнения к Half-Life (создание первого дополнения Half-Life: Opposing Force, тем временем, уже находилось в руках компании Gearbox Software).
Сценарист серии Half-Life Марк Лэйдлоу, рассуждая о том, какими творческими идеями Valve Software делилась с создателями дополнений к оригинальной игре, сказал, что сюжет Hostile Takeover с «младшим агентом» в качестве главного героя был частично разработан компанией 2015, Inc. Команда разработчиков хотела подчеркнуть важность взаимодействия игрока с другими персонажами и сотрудничала с Лэйдлоу, чтобы создать сюжет, в котором нашлось бы место для юнитов из игры Team Fortress. «Тот факт, что мы рассматривали эту идею всерьёз, должен дать вам очень хорошее представление о том, как мало мы беспокоились насчёт канона или сюжетной согласованности в то время» (Марк Лэйдлоу). По словам дизайнера 2015, Inc. Бенсона Рассела (англ. Benson Russell), на середине разработки дополнения было предложено перенести место действия игры в новую локацию под названием Allied Processing, вспомогательный объект Чёрной Мезы.
Компания 2015, Inc. никогда не давала официального анонса своей игры. Самая ранняя информация о дополнении к Half-Life с неизвестным названием была опубликована на игровом сайте GameSpot 23 ноября 1999 года. Редакция сайта связывалась с представителями 2015, Inc., но те не стали сообщать каких-либо деталей своего проекта. В марте 2000 года сайт The Adrenaline Vault сообщил, что дополнение будет называться Half-Life: Hostile Takeover, а его издателем выступит компания Sierra On-Line. Игра уже начала появляться в списках розничных продаж под собственным кодом SKU, и её текущая дата выхода, не подтверждённая Sierra или Valve, намечена на конец августа 2000 года. Однако, к 7 августа Sierra On-Line сообщила, что разработка Hostile Takeover прекращена и дополнение не будет выпущено. Представители интернет-ресурсов и магазинов, где дополнение уже успело появиться в картотеке и предзаказах, были вынуждены поменять название продукта на Half-Life: Counter-Strike.
По словам сотрудников 2015, Inc., на момент отмены разработки игра была завершена на 60 %; ей оставалось 90 дней до «ухода на золото» и она могла быть пройдена практически полностью. Официальная причина прекращения разработки не оглашалась. Сотрудники 2015, Inc. предполагали, что после выхода Half-Life: Opposing Force компании Valve Software и Sierra On-Line побоялись выпускать новое дополнение, опасаясь перенасыщения игрового рынка. В июле 2001 года Valve заняла регистрацию торговой марки Hostile Takeover, отметив её как «компьютерную игровую программу» (англ. computer game program), однако аннулировала её в ноябре 2004 года, за месяц до выхода Half-Life 2.. Подробная информация об отменённом дополнении стала известна только весной 2016 года, когда сайт ValveTime связался с несколькими людьми, принимавших участие в разработке Half-Life: Hostile Takeover.

## Half-Life(порт на Dreamcast)
Портированием игры Half-Life 1998 года на игровую консоль Sega Dreamcast занимались американские компании Captivation Digital Laboratories и Gearbox Software, а издателем порта должна была выступать Sierra Studios. Выход порта был отменён всего за несколько недель до планируемой даты выпуска летом 2001 года.

### Разработка порта
Разработка Half-Life на игровую консоль Sega Dreamcast была анонсирована 14 февраля 2000 года компанией Sierra Studios на выставке Milia в Каннах. Портированием игры занималась команда Captivation Digital Laboratories, один из первых разработчиков этой консоли в США, в то время как Gearbox Software и Valve Software работали над новым контентом, который должен был войти в портированную версию.

Half-Life стала крупной франшизой с 1,5 млн продаж по всему миру. Её эффект погружения в игровой мир, глубина сюжета и невероятно проработанные персонажи хорошо подходят для создания великолепного консольного продукта, использующего высокую производительность Sega Dreamcast.
— Хьюберт Джоли, CEO компании Havas Interactive, владельца Sierra Studios
Директор компании Valve Гейб Ньюэлл добавил, что благодаря партнёрству с Sega они намеревались создать совершенно новую версию Half-Life, обладающую всеми преимуществами архитектуры Sega Dreamcast. Издание на Dreamcast содержало в себе ряд оптимизаций, модели с увеличенным количеством полигонов и значительно улучшенные графические эффекты.
29 августа 2000 года было анонсировано, что участвующая в разработке компания Gearbox Software готовит для порта эксклюзивный набор миссий под названием Blue Shift, в которых игрок возьмёт на себя роль охранника Чёрной Мезы. Планировался также выпуск и второго диска, который позволил бы сыграть в многопользовательскую игру, используя возможности сервиса SegaNet. Туда же планировалось включить дополнение Half-Life: Opposing Force с многопользовательскими режимами Deathmatch и Capture the Flag и однопользовательской кампании в качестве бонуса, а также игру Team Fortress Classic, специальную версию Counter-Strike и одну или несколько популярных многопользовательских модификаций Half-Life.

### Предпоказы и отмена порта
В сентябре 2000 года на стенде выставки European Computer Trade Show, игра была показана для широкой публики во вполне играбельном варианте. Разработчики Рэнди Питчфорд и Брайан Мартел (англ. Brian Martel) появились на выставке для раздачи интервью и представления игры.
В ходе разработки и рекламной кампании дата выхода Half-Life на Dreamcast неоднократно переносилась. Изначально выпуск планировался на лето 2000 года, но с выходом второго трейлера порта был перенесён на сентябрь. В конце августа, когда для игры был анонсирован набор миссий Blue Shift, релиз сместился на 1 ноября. В этот период некоторые игровые издания получили ранние копии пресс-версии игры, которые подверглись большой критике из-за проблем с неустойчивой частотой кадров в порте, долгих загрузках между уровнями (около 15—20 секунд, каждая) и отсутствием обещанной многопользовательской игры.
Несколько месяцев ходили слухи, что порт Half-Life на Dreamcast был отменён, и 15 июня 2001 года компания-издатель Sierra подтвердила это в пресс-релизе: «Sierra сожалеет об отмене Half-Life на Dreamcast, которая произошла в связи с изменением положения рыночных условий». Точные причины этого решения так и остались неизвестны: Sierra заранее отказалась отвечать на любые вопросы об отмене порта. Порт Half-Life отделяла от релиза лишь пара недель; официальные игровые руководства от Prima Games уже были напечатаны и готовы к отправке в розничные сети магазинов. Тестировавший игру сайт IGN считает, что для компании было бы экономически выгоднее всё-таки выпустить её — на создание порта ушло много времени, а последняя тестовая версия, по словам сайта, почти не содержала багов и вполне могла быть окончательным вариантом игры.
Так или иначе, Half-Life оказалась бы одной из последних игр для Dreamcast: в марте 2001 года приставка была снята с производства. После отмены порта эксклюзивный набор миссий для него и, частично, улучшенная графика были воплощены компанией Gearbox Software в дополнении Half-Life: Blue Shift для ПК.

### Дальнейшая судьба
Хотя данный порт не увидел официального релиза, поздняя бета-версия Half-Life для Dreamcast оказалась выложена в Интернет. Версия, имевшая номер 1672 и датированная 23 мая 2001 годом, включала в себя оригинальную игру и дополнительные миссии Blue Shift с улучшенной графикой, и даже содержала работоспособные компоненты для сетевой игры по Интернету (они были найдены одним из фанатов в программном коде порта в 2015 году). В игре имелась своеобразная система чит-кодов: пользователь должен был составлять разные фразы из трёх слов. Например, фраза «Otis Loves Dreamcast» (с англ. — «Отис любит Dreamcast») включала режим неуязвимости, а целый ряд фраз использовался, чтобы моментально перейти на ту или иную главу Half-Life или Blue Shift. Неизвестно, насколько близка была эта версия порта к финальному релизу, но в остальном она представляла собой недоработанную игру. Основными огрехами являлись постоянные и долгие загрузки между картами игры, низкий FPS, часто снижающаяся производительность игры, особенно на больших, открытых уровнях, зависание и падение игры при длительном прохождении. Сохранения в порте Half-Life корректно работали только с оригинальными картами памяти Dreamcast — Visual Memory, причём в данной игре их малого объёма могло не хватать, если игрок сохранялся слишком часто. По словам сайта IGN, такая игра скорее является предметом коллекции для некоторых игроков.
Поскольку версия Half-Life на Dreamcast содержала в себе уникальный контент, группа фанатов в 2012 году перенесла её на ПК и выпустила её в качестве модификации для Half-Life, одновременно устранив все ошибки.
30 декабря 2024 года был опубликован билд 1417, датированный 10 сентября 2000 года и имеющий заметные различия в дизайне меню, уровней и персонажей по сравнению с финальной версией.

## Return to Ravenholm
Return to Ravenholm (с англ. — «Возвращение в Рейвенхолм»), также известная под рабочим названием Half-Life 2: Episode Four, — эпизодическая игра на движке Source, которая разрабатывалась в 2006—2007 годах компанией Arkane Studios, под руководством компании Valve.
Игра Return to Ravenholm упоминается как четвёртая в серии эпизодов, развивающих сюжет игры Half-Life 2; она планировалась как сюжетное ответвление, не связанное с единой историей, которая рассказывалась бы в разрабатываемой трилогии эпизодов от Valve. Действия Return to Ravenholm должны были разворачиваться до финальных событий Half-Life 2: Episode Two, в заброшенном шахтёрском городке Рейвенхолм, наводнённом хедкрабами и зомби.

### Разработка
В интервью журналу PC Gamer US за май 2006 года, генеральный директор компании Valve Гейб Ньюэлл рассказал о будущем серии Half-Life. Гейб заявил, что после выпуска трёх основных эпизодов, продолжающих сюжет Half-Life 2, планируется четвёртый эпизод, который будет иметь свою отдельную сюжетную линию и будет разработан за пределами компании Valve. Впоследствии, Гейб упоминал, что они бы хотели расширить многие элементы оригинальной истории Half-Life 2. В частности, он рассказывал о возможности разработки ответвления про Аликс Вэнс и её ручного робота по кличке «Пёс». В ноябре 2006 года Ньюэлл подтвердил работу над четвёртым эпизодом.
Четвёртый эпизод, называемый Return to Ravenholm, разрабатывался французской компанией Arkane Studios в 2006 и 2007 годах. Сценарист серии Half-Life Марк Лэйдлоу говорил, что сотрудники Valve были большими поклонниками творчества Arkane Studios и давно хотели организовать с ней совместный проект. Но после непродолжительной разработки Valve, в конечном итоге, решила, что уже не имеет смысла работать над проектом, так как многие игровые компоненты Ravenholm, такие как хедкрабы и зомби, были уже в значительной степени «заезженными», плюс к этому добавлялся тот факт, что действие игры должно было происходить до событий Half-Life 2: Episode Two, релиз которого на конец 2007 года уже состоялся. Это поставило большие творческие ограничения перед командой, которые препятствовали дальнейшей разработке, и проект был отменён. Гейб Ньюэлл подтвердил это в ответ на письмо одного из фанатов в сентябре 2008 года: «Конкретно этого проекта не будет».

### Информация после отмены
После взлома серверов Eidos Interactive и последующей утечки информации в мае 2011 года, а позднее и в июле 2012 года в сети LinkedIn, было обнаружено несколько резюме различных людей, которые в период с 2006 по 2007 годы работали над проектом компаний Arkane Studios и Valve, построенном на движке Source. В некоторых резюме проект идёт как «неназванный», в других же именуется как «Half-Life 2: Episode 4», «Ravenholm» или «Return to Ravenholm». В веб-портфолио аниматора Флорента Перрина (англ. Florent Perrin) было найдено видео Return to Ravenholm с анимациями поведения зомби, солдата и хедкраба, играющего с головой. 13 января 2012 года сценарист Valve Марк Лэйдлоу подтвердил в интервью порталу LambdaGeneration, что Half-Life 2: Episode Four и Return to Ravenholm — это один и тот же проект, который разрабатывался компанией Arkane Studios.
В январе 2013 года сайт ValveTime.net обнародовал никогда не виданные ранее четыре скриншота Return to Ravenholm. Снимки показывали внутриигровые локации города Рейвенхолм с гнетущей атмосферой: заброшенный госпиталь Рейвенхолма; разрушенная крыша около больницы; вестибюль больницы; комната протезирования рук и ног. На них были заметны новые, созданные Arkane Studios текстуры, модели и доработанный HUD игры с новым неизвестным индикатором «Absorption» (с англ. — «поглощение»). В июне были опубликованы ещё восемь изображений, датированных 2007—2008 годами и показывающих разнообразные визуализации моделей грузовика, ручной тележки и интерьера, созданные сотрудниками Arkane Studios для Half-Life 2: Episode Four.
В декабре 2015 года были показаны одиннадцать скриншотов Return to Ravenholm, на которых изображены полуразрушенные подземные уровни из четвёртого эпизода. Скриншоты были обнаружены сайтом ValveTime.net в портфолио старшего художника из Starbreeze Studios — Роберта Вилински (англ. Robert Wilinski), работавшего в Arkane Studios с 2007 по 2008 год.
Наконец, 26 мая 2020 года на YouTube-канале Noclip вышел документальный фильм The Untold History of Arkane: Dishonored/Prey/Ravenholm/LMNO/The Crossing, в котором было опубликовано ещё больше деталей, связанных с разработкой и сюжетом Return to Ravenholm: игра была призвана рассказать судьбу отца Григория после событий Half-Life 2, в ней должны были появиться новые, уникальные для серии Half-Life виды оружия (такие, как гвоздомёт, магнитная пушка и воздуходувка) и врагов (зомби-обезьяны, кислотные зомби), а главным героем мог стать Адриан Шепард из Half-Life: Opposing Force.

## ЭпизодHalf-Life 2от Уоррена Спектора
В конце 2005 года разработчик компьютерных игр Уоррен Спектор и его компания Junction Point Studios начали создание игры на движке Source, которая должна была стать одним из эпизодов, развивающих игровой мир Half-Life 2. Разработка эпизода Уоррена Спектора была отменена в июле 2007 года, когда компанию Junction Point приобрела компания Disney Interactive Studios.
О том, что известный разработчик компьютерных игр Уоррен Спектор «выполнял некую работу для Valve», связанную с неназванной игрой серии Half-Life, впервые поведал портал Kotaku в июне 2013 года. Подробности проекта, его разработки и его отмены Уоррен Спектор лично рассказал в апреле 2015 года — в интервью для Game Informer и на сайте Reddit.

### Разработка
Junction Point Studios была независимой компанией, созданной Уорреном Спектором и Артом Мином в ноябре 2004 года; последний ранее работал менеджером по проектам в компании Valve. Команда Уоррена Спектора провела много времени в поисках источника финансирования и концепции своей будущей игры. После череды неудачных сделок, в 2005 году Спектору «пришла на помощь» компания Valve и спасла Junction Point от ухода из игровой индустрии. Затем, в ноябре 2005 года, Junction Point объявила о том, что работает с компанией Valve над новой видеоигрой на движке Source, которая будет распространяться через сервис цифровой дистрибуции Steam.

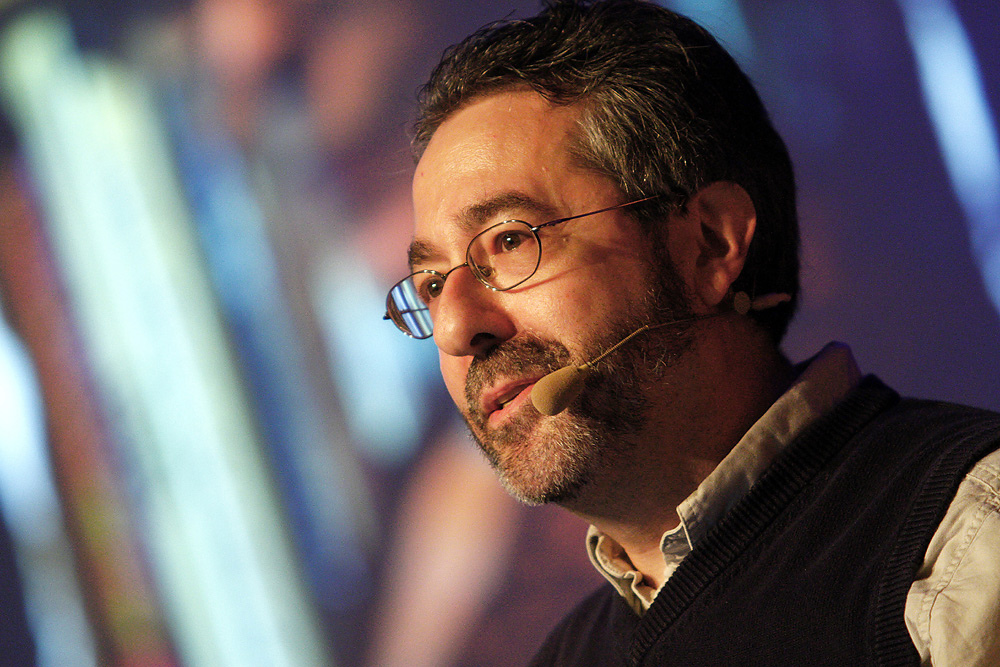
Уоррен Спектор

Компания Уоррена Спектора занималась созданием одного из ныне отменённых эпизодов Half-Life 2, который, как и эпизод Return to Ravenholm, по плану разрабатывался за пределами компании Valve. По словам Спектора, эпизод должен был заполнить один из сюжетных пробелов игровой вселенной Half-Life, и в своей игре они пытались конкретизировать определённую часть этой вселенной. Также разработчики ввели в игровой процесс новое приспособление под названием «магнитная пушка» (англ. Magnet Gun). Хотя работа над ней не была завершена, Junction Point успела придумать несколько способов её применения. Спектор заявил, что магнитная пушка была «совершенно непохожа на гравитационную пушку, и обе они должны были превосходно дополнять друг друга».

Уоррен Спектор и его команда работали над своим эпизодом Half-Life 2 для Valve около двух лет. В это же время они заключили контракт ещё и с компанией Disney Interactive Studios — для работы над другим проектом, который позже стал игрой Epic Mickey на консоль Wii. В конечном итоге, это привело к приобретению Junction Point Studios компанией Disney в июле 2007 года и отмене эпизода Half-Life 2 вместе с другими проектами.

## Игра от Electronic Arts
Во второй половине 2000-х годов разрабатывался неанонсированный проект, связанный с игрой Half-Life 2, который не являлся ни Half-Life 2: Episode Three, ни отменённым эпизодом Return to Ravenholm. Известно, что эта игра создавалась при участии компании Electronic Arts и была отменена на ранней стадии разработки. Вся небольшая информация о ней была обнаружена в 2011 году сообществом фанатов серии Half-Life.
В июне 2010 года Рэнди Хамфрис (англ. Randy Humphries), работавший иллюстратором, 3D-моделлером и концептуальным художником в дочерней студии EA Montreal, разместил у себя в веб-портфолио шесть концепт-артов, относящихся к некоему неизвестному проекту во вселенной Half-Life. Все они были подписаны как «Half-Life Concept» с пометкой «Canceled Project» (с англ. — «отменённый проект»). 21 марта 2011 года обнаруженные концепт-арты были опубликованы на форуме NeoGAF. Первые четыре концепт-арта изображали: канал на фоне домов, захваченных Альянсом; железнодорожные пути вдоль канала с защитным силовым полем; обстановка жилого дома; планировка участка города с надписью «Haven». Два оставшихся концепта иллюстрировали людей, один из которых напоминает патрульного гражданской обороны, держащего в руках полицейскую дубинку-электрошокер и имеющего на руке повязку с надписью «С17», а второй является солдатом армии Альянса. Спустя некоторое время Рэнди Хамфрис удалил свои концепты из публичного доступа.
Компания Valve и компания Electronic Arts имеют долгий опыт сотрудничества. Начиная с 2005 года, EA по договору полностью ответственна за розничную дистрибуцию всех игр компании Valve, а в 2007 году их британское подразделение Electronic Arts UK занималось портированием сборника The Orange Box на консоль PlayStation 3.